# Aplogompha auripunctaria
Aplogompha auripunctaria là một loài bướm đêm trong họ Geometridae.